# Buchendorf
Buchendorf ist ein Ortsteil von Gauting im Landkreis Starnberg in Oberbayern. Der Ort wurde am 1. Januar 1978 im Zuge der Gemeindegebietsreform nach Gauting eingemeindet.

## Geographie
Der Ort liegt auf einer Rodungsinsel, umgeben vom Forstenrieder Park im Osten, Forst Kasten im Norden und den Endmoränen des Würmgletschers, die sich im Süden mehr als 60 m hoch zwischen Buchendorf und Leutstetten stellen.

## Geschichte

### Frühgeschichte
In der Biber, am nordöstlichen Rand Buchendorfs, findet man eine der am besten erhaltenen Viereckschanzen der späten Latènezeit (2. Jhd. v. Chr., sogenannte Kelten- oder Römerschanze), die Viereckschanze Buchendorf. Die Anlage ist fast quadratisch umgeben von Erdwällen mit ca. 2,6 m Höhe und misst etwa 110–120 m Seitenlänge.
1945 wurden hier Scheinwerfer der örtlichen Flak in Stellung gebracht, was nicht ohne Spuren blieb.

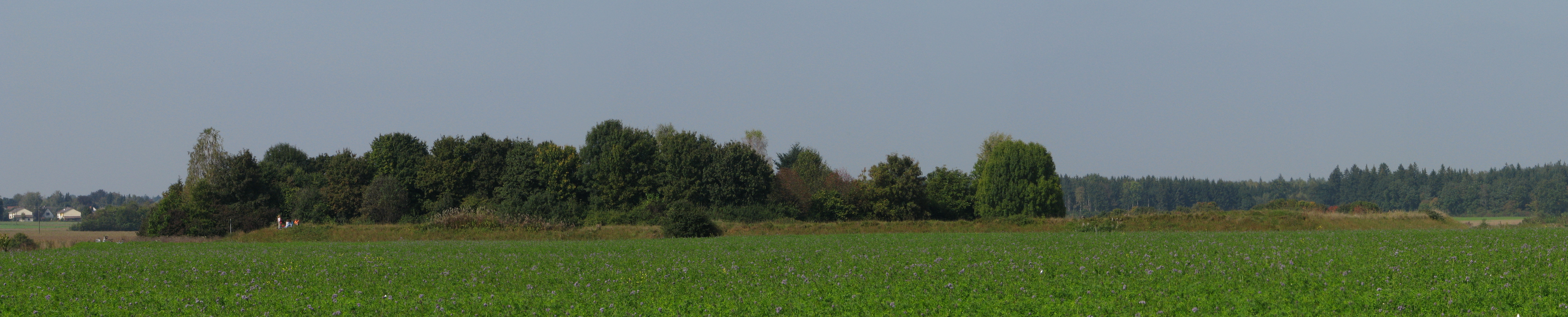
Keltenschanze aus der Ferne gesehen
Innenbereich der Keltenschanze von oben
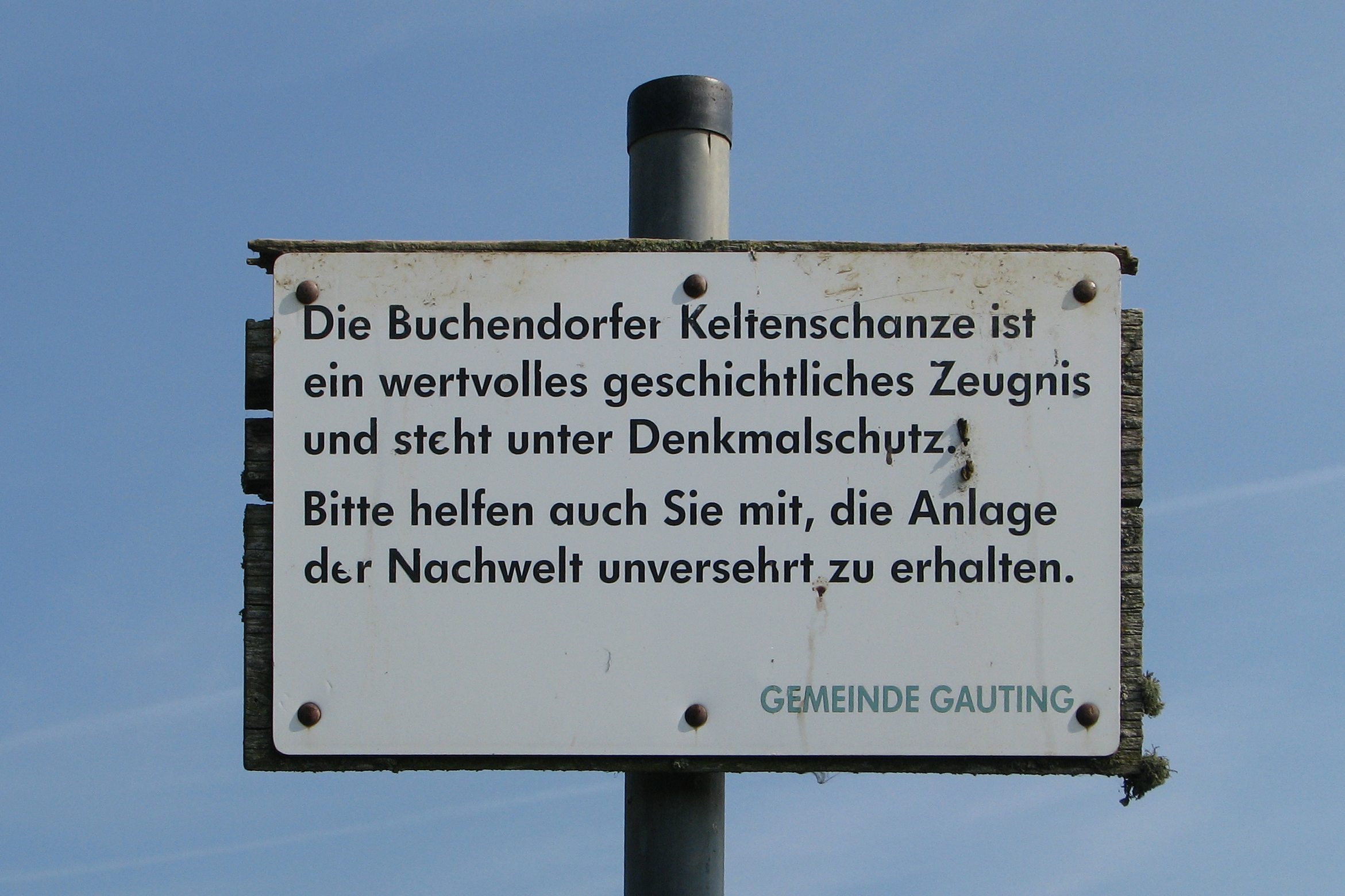
Kleines Hinweisschild an der Keltenschanze
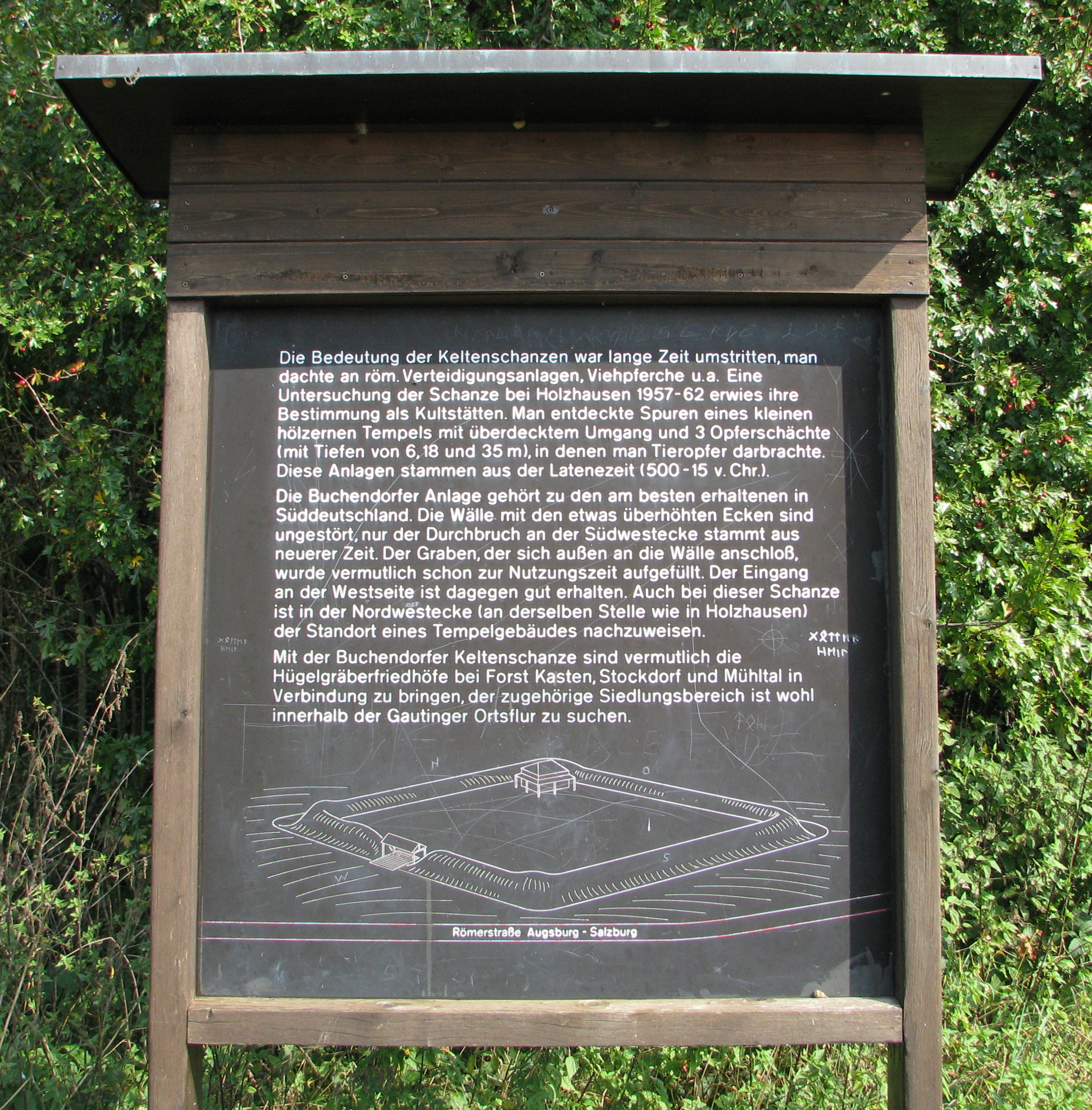
Tafel mit der Geschichte der Keltenschanze

Während der Römischen Kaiserzeit lag Buchendorf an der Via Julia, die Augsburg mit Salzburg verband. Um den Ort findet man Gräber aus verschiedenen vorgeschichtlichen Epochen.

### Mittelalter
Die erste bekannte urkundliche Erwähnung bezeichnete das Dorf im 12. Jahrhundert als Pouchardorf. Eine ältere Nennung als Buuhe in der Kysilas-Stiftung um 800 ist umstritten.
Die Bebauung des heutigen Ortskerns ist bis ins 10. Jahrhundert nachweisbar. Südlich von Buchendorf, Richtung Leutstetten, befand sich in der Würmschleife bis mindestens ins 11. Jahrhundert eine kleine Burg (Burgstall), heute Schlossberg.

### Neuzeit
Im Jahr 1750 zählte Buchendorf 32 Anwesen, worunter im Unterschied zu den anderen kleineren Siedlungen der Gegend immerhin schon sechs ganze Höfe waren. Noch bis ins 19. Jahrhundert war die nahezu kreisrund gerodete Ortsfläche noch von allen Seiten mit Wald umgeben.

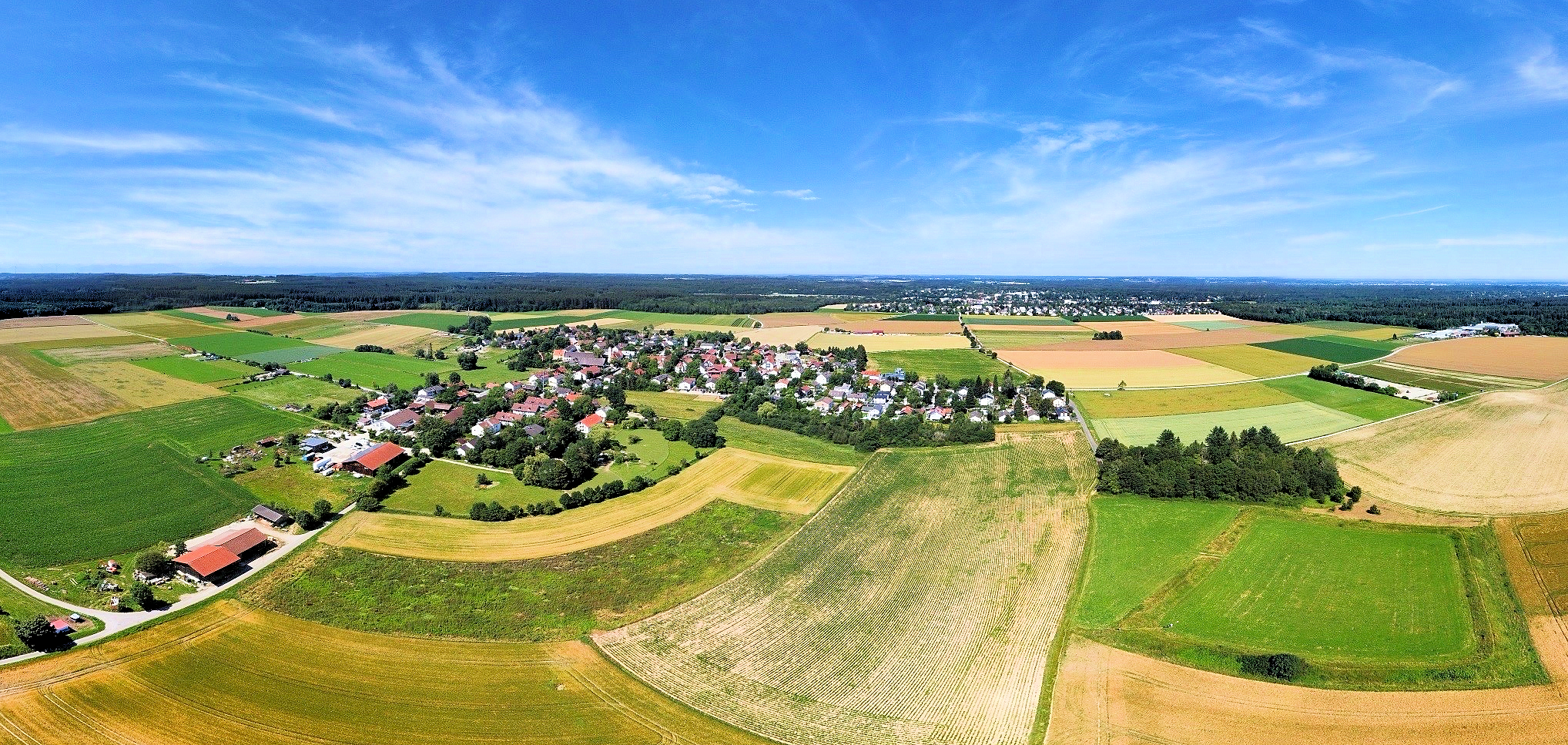
Panoramablick auf Buchendorf von Osten

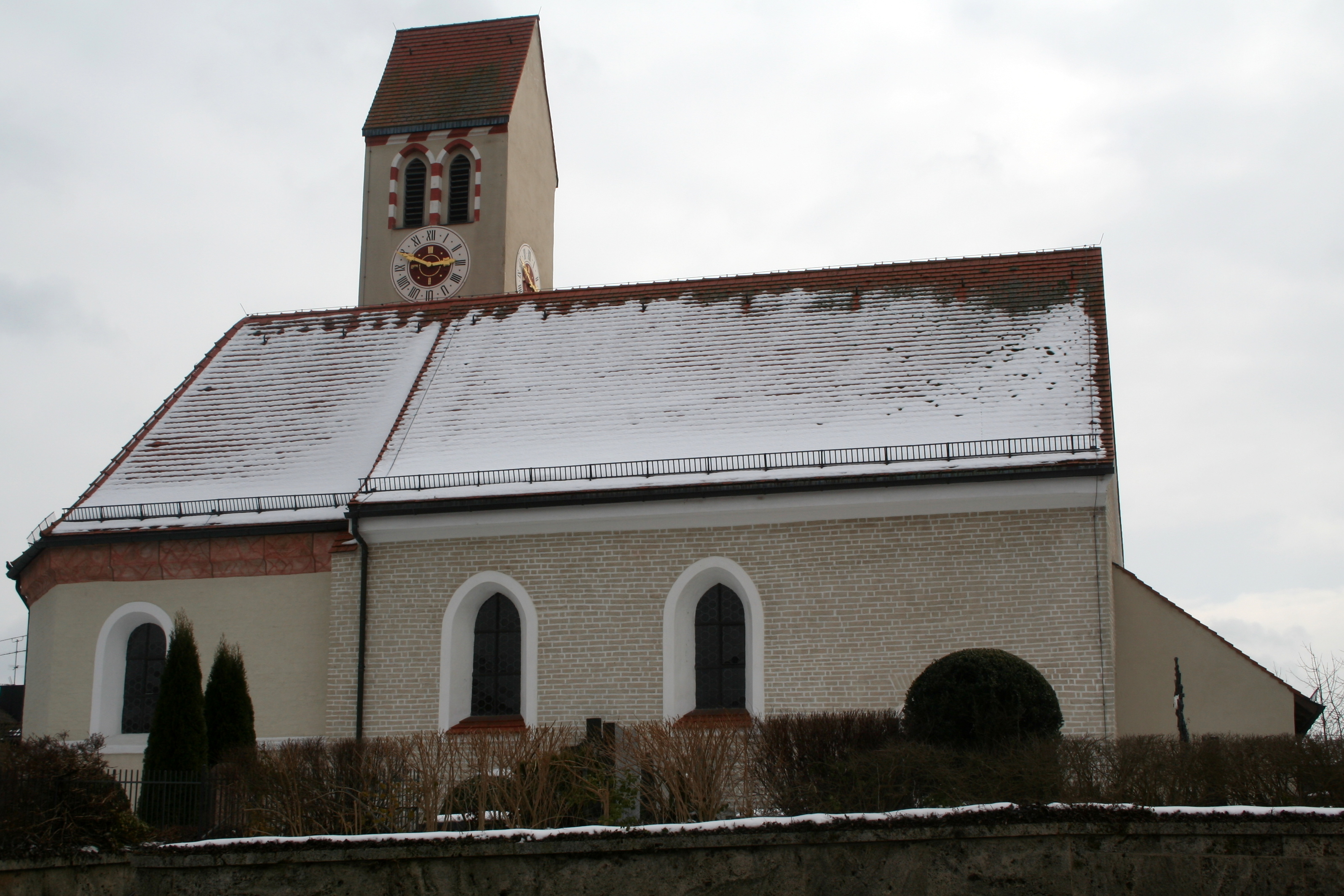
St. Michael

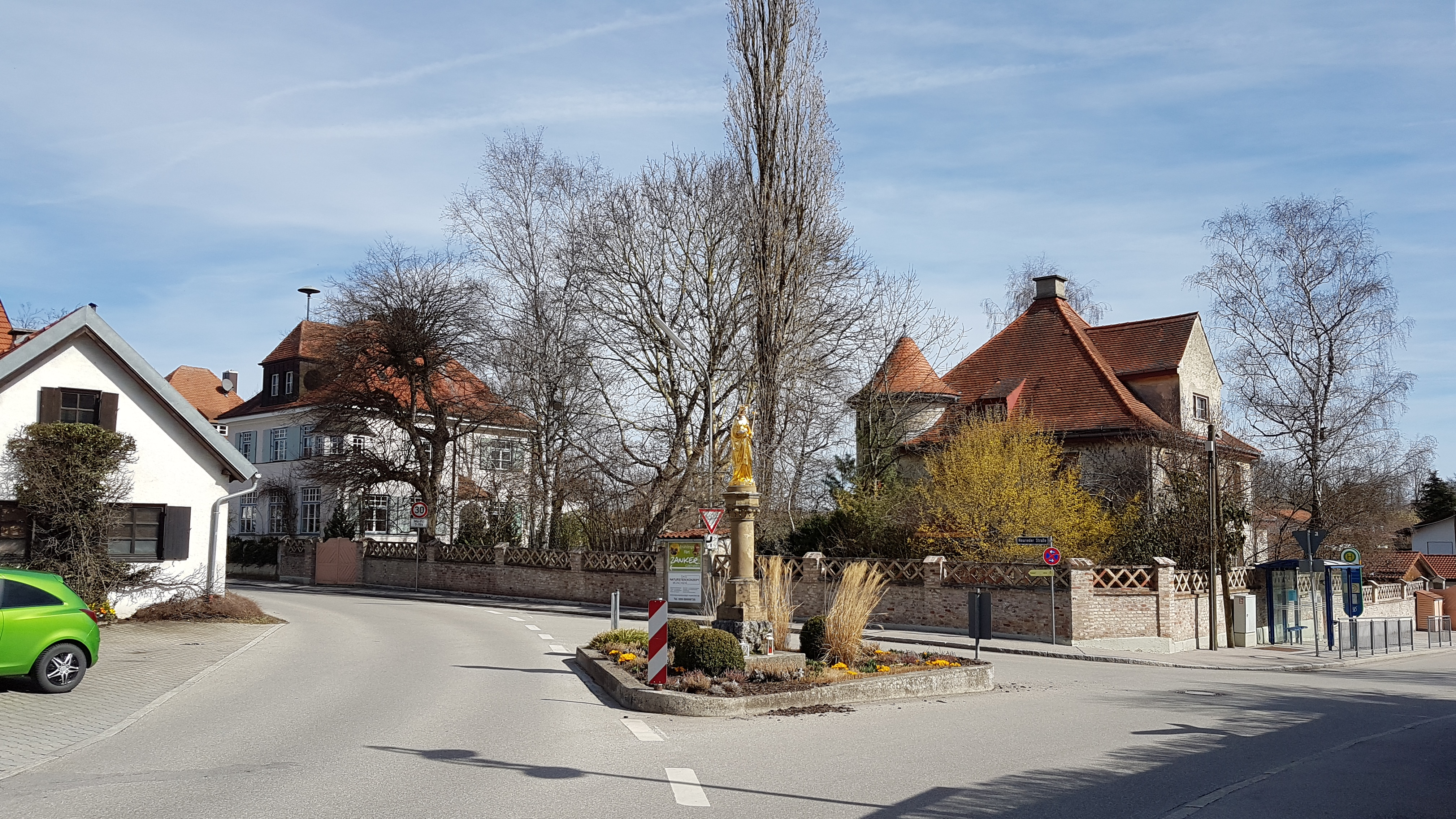
Die Ortsmitte mit Mariensäule, altes Schulhaus und ehemaliges Pfarrhaus

## Dorfweiher
Zwischen dem Ortskern und der Römerschanze liegt das langgezogene der Straße Am Weiher namensgebende Gewässer. Er ist etwa 105 m lang und
30 m breit und ist biotopmäßig eingefasst.

## Katholische Filialkirche St. Michael
Die Kirche besitzt ein flachgedecktes Langhaus mit eingezogenem Chor mit Kreuzrippengewölbe und einer Apsis in fünf Seiten eines Achtecks. Der Turm ist ein einfacher Sattelturm, an dessen Südseite sich die Sakristei im Untergeschoss des Turmes befindet. Die Grundmauern der Kirche reichen bis ins 12. oder 13. Jahrhundert zurück. Nach wie vor entsprechen die Proportionen der Kirche der Romanik. 1595 wurde die Kirche erweitert und im 17. Jahrhundert barockisiert.
Im Inneren befinden sich Wandmalereien von 1595, die 1964 wieder freigelegt wurden.

## Russisch-orthodoxes Frauenkloster Hl. Elisabeth
Am 1. Oktober 2005 öffnete im Ort ein orthodoxes Frauenkloster seine Pforten. Die Klostergemeinschaft trägt den Namen der hl. Großfürstin Elisabeth, der Prinzessin von Hessen-Darmstadt. Im Jahr 2022 lebten 15 Schwestern und ein ukrainischer Priester im Kloster. Sie nahmen auch Flüchtlinge aus der Ukraine auf.

## Weitere Bauwerke
- Ehemalige Dorfschule, Schulhaus mit Lehrerwohnung, Walmdach, Erker und Zwerchhaus, 1908.
- Ehemaliges Pfarrhaus des Gautinger Pfarrers, ehemals neugotisch mit Satteldach, 1857, seit 1910 Altersheims der Englischen Fräuleins; Kapelle des Altersheim von Josef Wiedemann, 1957.
- Mariensäule, Ortsmitte: Gusseisenfigur 1893 gespendet, 1949 renoviert[4]
- Ehemaliger Wasserturm wurde 1902 erbaut, 1982 an eine Privatperson verkauft und saniert.[5]
- Villa aus der Zeit um 1900 mit burgschlossartigen Charakter, schräg gegenüber der Kirche
- Viereckschanze Buchendorf, eine der am besten erhaltenen Viereckschanzen Süddeutschlands

### Personen mit Verbindung zu Buchendorf
- Herbert Achternbusch wohnte in Buchendorf
- Georg Alexander Mathéy wohnte bis zu seinem Tod 1968 in Buchendorf und ist dort begraben